# Vultee Aircraft
Vultee Aircraft, Inc. var en amerikansk flygplanstillverkare som grundades 1939 i Los Angeles County, Kalifornien, när aeroplanavdelningen Vultee (Vultee Aircraft Division) till flygförvaltningsbolaget AVCO (the Aviation Corporation) omorganiserades till ett självständigt företag. Det hade begränsad framgång innan det slogs samman med Consolidated Aircraft Corporation 17–18 mars 1943 för att bilda Convair (förkortning av Consolidated Vultee Aircraft Corporation).

## Vulteee flygplan
| Vultee                    | USAAF/USAF         | USN         | Flygår   | Typ                 |
| ------------------------- | ------------------ | ----------- | -------- | ------------------- |
| Vultee V-1(en)            |                    |             | 1933     | Trafikflygplan      |
| Vultee V-11(en)           |                    |             | 1935     | Attackflygplan      |
| Vultee V-12(en)           |                    |             | 1939     | Attackflygplan      |
| Vultee V-42               |                    |             | ej byggd | Jaktflygplan        |
| Vultee V-44               |                    |             | ej byggd | Jaktflygplan        |
| Vultee V-45               |                    |             | ej byggd | Jaktflygplan        |
| Vultee V-46               |                    |             | ej byggd | Jaktflygplan        |
| Vultee V-48 Vanguard      | P-66               |             | 1939     | Jaktflygplan        |
| Vultee V-51 Valiant       | BC-3               |             | 1939     | Skolflygplan        |
| Vultee V-54 Valiant       | BT-13, BT-15       | SNV         | 1939     | Skolflygplan        |
| Vultee V-55               |                    |             | ej byggd | Bombflygplan        |
| Vultee V-69               |                    |             | ej byggd | Störtbombflygplan   |
| Vultee V-70               |                    |             | ej byggd | Jaktflygplan        |
| Vultee V-72 Vengeance(en) | A-31, A-35         | TBV Georgia | 1941     | Störtbombflygplan   |
| Vultee V-74 Vigilant(en)  | O-49               |             | 1941     | Förbindelseflygplan |
| Vultee V-83               |                    |             | ej byggd | Jaktflygplan        |
| Vultee V-84(en)           | XP-54 Swoose Goose |             | 1943     | Jaktflygplan        |
| Vultee V-84(en)           | XP-68 Tornado      |             | ej byggd | Jaktflygplan        |
| Vultee V-90(en)           | XA-41              |             | 1944     | Störtbombflygplan   |

## Bilder

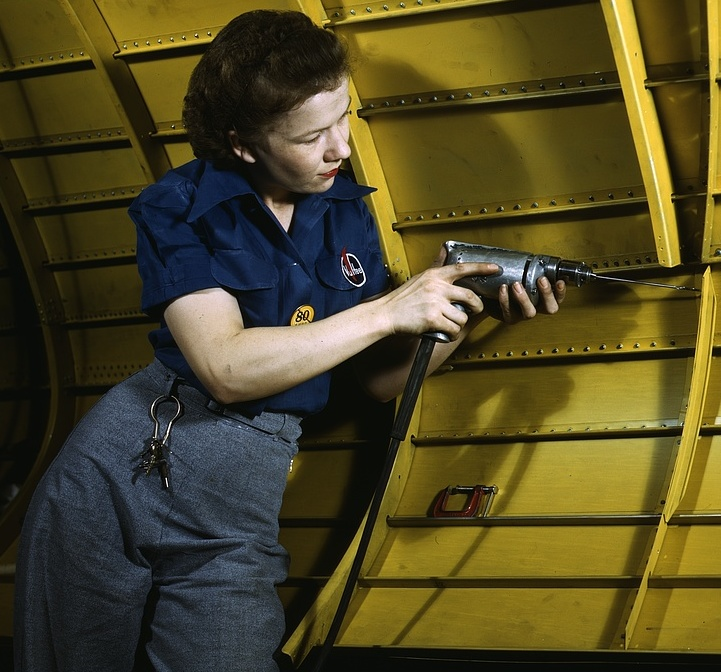
Kvinnlig flygmontör som arbetar i Vultees Nashvillefabrik.
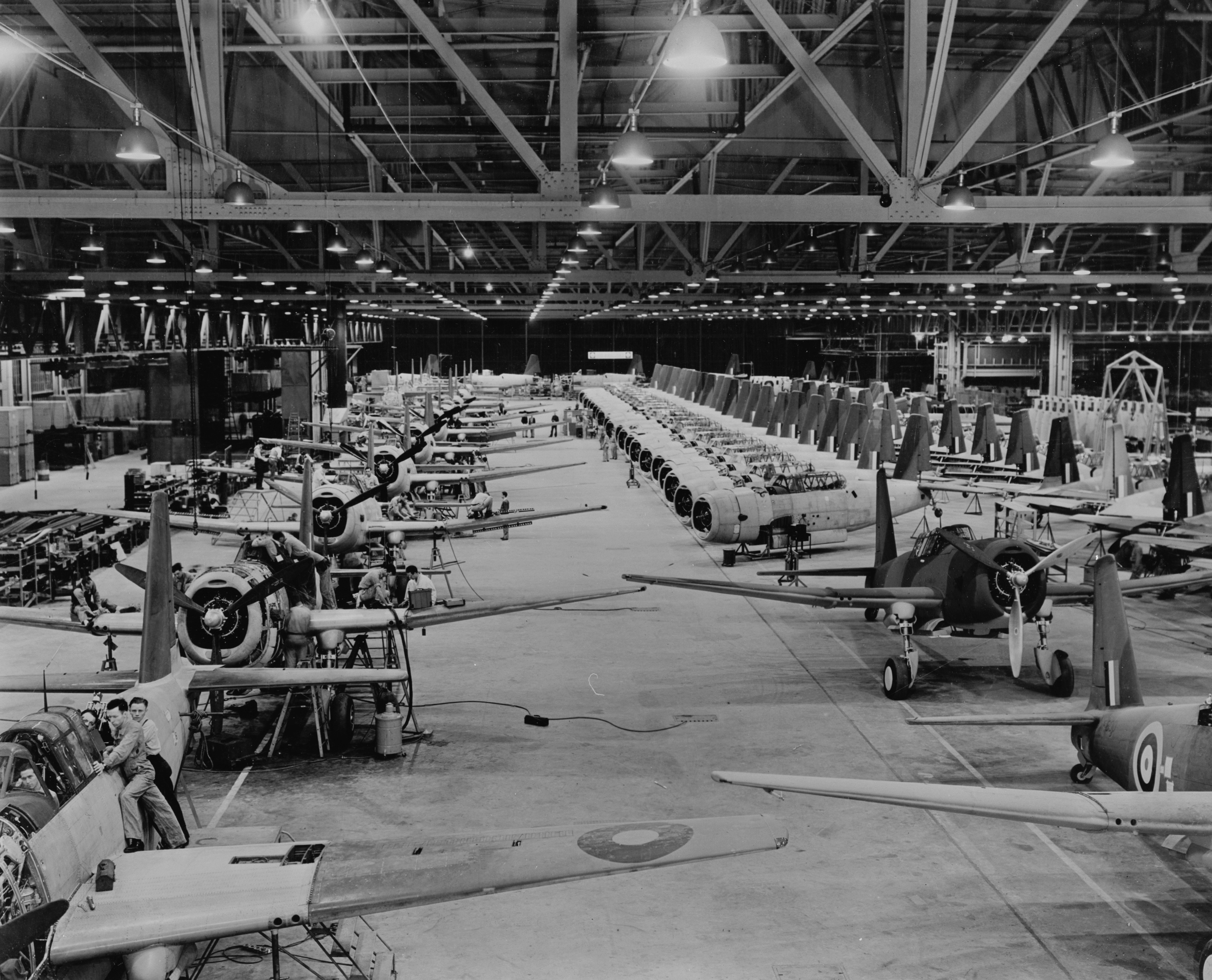
Produktion av Vengeance-störtbombare i Vultees Downeyfarbik.
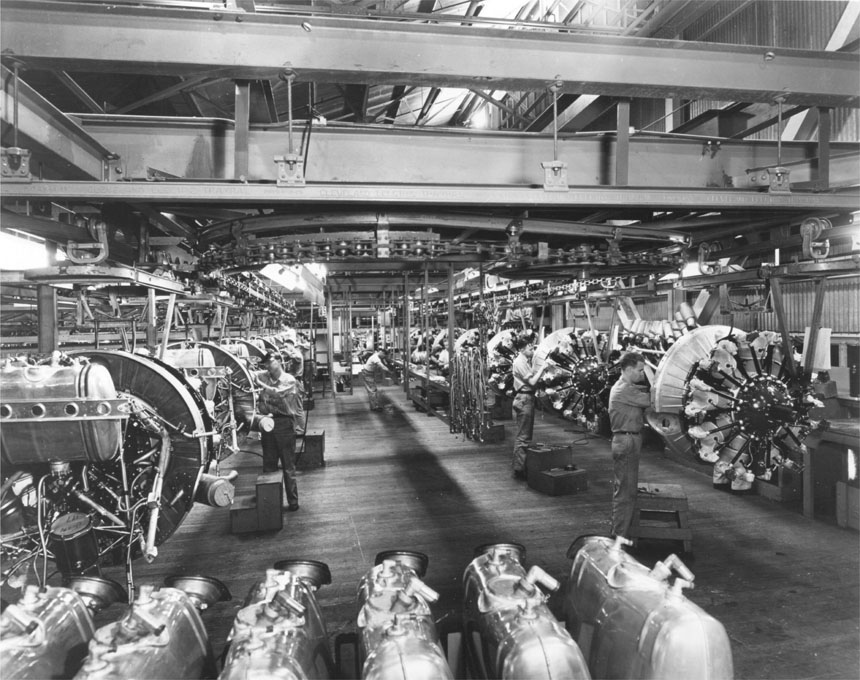
Flygmotormontering till Valiant-skolflygplan i Vultees Downeyfarbik.
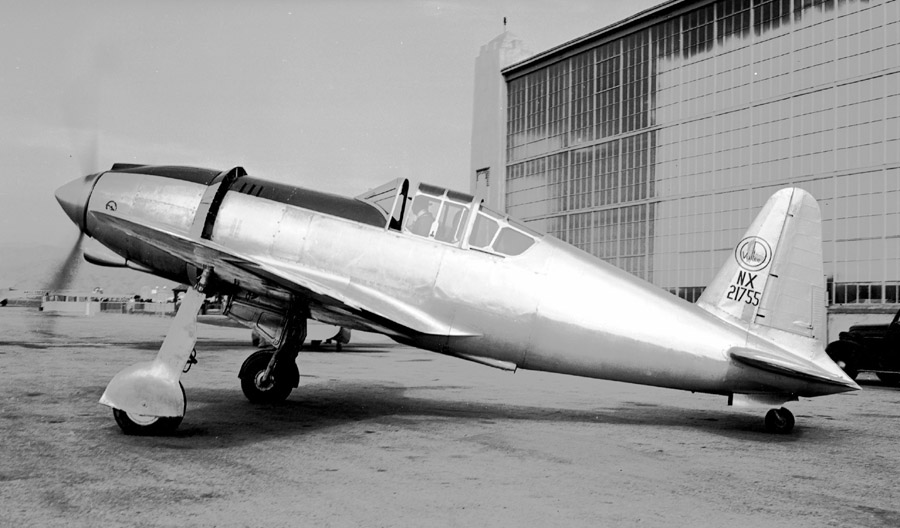
Vultee V-48X Vanguard jaktplansprototyp.